# 戴存仁
戴存仁（Herbert Hudson Taylor，1861年4月3日—1950年6月6日），牧師，内地會創始人戴德生（James Hudson Taylor）與戴马利亚（Maria Jane Dyer）的長子。

## 生平
出生於英國貝斯沃特，1881年到中國山東傳教行醫。
1886年11月24日與葛玉蓮（Jeanie Gray）結婚。